# 2. deild Wysp Owczych (2013)
W roku 2013 odbywa się 20. edycja 2. deild Wysp Owczych – trzeciej ligi piłki nożnej Wysp Owczych. W rozgrywkach bierze udział 10 klubów z całego archipelagu. Drużyny z pierwszego i drugiego miejsca uzyskują prawo gry w 1. deild - drugim poziomie ligowym na archipelagu. W sezonie 2013 były to: AB II Argir oraz NSÍ II Runavík.

## Uczestnicy
| Uczestnicy 2. deild Wysp Owczych 2012                                                                         | Uczestnicy 2. deild Wysp Owczych 2012 | Uczestnicy 2. deild Wysp Owczych 2012 | Uczestnicy 2. deild Wysp Owczych 2012 |
| --- | ------------------------------------- | ------------------------------------- | ------------------------------------- |
| G/H | FF Giza/FC Hoyvík                     | 3                                     |                                       |
| UFF | Undrið FF                             | 4                                     |                                       |
| FCSII | FC II Suðuroy                         | 5                                     |                                       |
| ABII | AB II Argir                           | 6                                     |                                       |
| ÍF II | ÍF II Fuglafjørður                    | 7                                     |                                       |
| SKÁII | Skála ÍF II                           | 8                                     |                                       |
| Spadek z 1. deild Wysp Owczych 2012                                                                           |                                       |                                       |                                       |
| B68 II | B68 II Toftir                         | 9                                     |                                       |
| NSÍII | NSÍ II Runavík                        | 10                                    |                                       |
| Awans z 3. deild Wysp Owczych 2012                                                                            |                                       |                                       |                                       |
| KÍ III | KÍ III Klaksvík                       | 1                                     |                                       |
| MB | MB Miðvágur                           | 2                                     |                                       |
| Oznaczenia: - kolumna pierwsza – skróty nazw drużyn, - kolumna trzecia – miejsce zajęte w poprzednim sezonie. |                                       |                                       |                                       |

## Tabela ligowa
| Lp. | Drużyna             | M  | Z  | R | P  | Bramki | Bramki | Różn. | Pkt | Uwagi              |
| --- | ------------------- | -- | -- | - | -- | ------ | ------ | ----- | --- | ------------------ |
| 1   | AB II Argir (A)     | 18 | 15 | 0 | 3  | 58     | 18     | +40   | 45  | Awans do 1. deild  |
| 2   | NSÍ II Runavík (A)  | 18 | 13 | 4 | 1  | 64     | 16     | +48   | 43  | Awans do 1. deild  |
| 3   | FF Giza/FC Hoyvík   | 18 | 13 | 0 | 5  | 50     | 24     | +26   | 39  |                    |
| 4   | MB Miðvágur         | 18 | 8  | 4 | 6  | 57     | 36     | +21   | 28  |                    |
| 5   | Undrið FF           | 18 | 7  | 4 | 7  | 34     | 42     | −8    | 25  |                    |
| 6   | ÍF II Fuglafjørður  | 18 | 7  | 2 | 9  | 40     | 41     | −1    | 23  |                    |
| 7   | FC II Suðuroy       | 18 | 6  | 3 | 9  | 41     | 35     | +6    | 21  |                    |
| 8   | B68 II Toftir       | 18 | 6  | 1 | 11 | 30     | 51     | −21   | 19  |                    |
| 9   | Skála ÍF II (S)     | 18 | 3  | 0 | 15 | 31     | 80     | −49   | 9   | Spadek do 3. deild |
| 10  | KÍ III Klaksvík (S) | 18 | 2  | 2 | 14 | 30     | 92     | −62   | 8   | Spadek do 3. deild |